# Phyllodictus nitens
Phyllodictus nitens är en insektsart som först beskrevs av Van Duzee 1909.  Phyllodictus nitens ingår i släktet Phyllodictus och familjen sporrstritar. Inga underarter finns listade i Catalogue of Life.